# 帕利帕拉耶姆阿格拉哈拉姆
帕利帕拉耶姆阿格拉哈拉姆（Pallipalayam Agraharam），是印度泰米尔纳德邦Namakkal县的一个城镇。总人口10829（2001年）。

## 人口
该地2001年总人口10829人，其中男性5634人，女性5195人；0—6岁人口1125人，其中男631人，女494人；识字率59.27%，其中男性为67.20%，女性为50.66%。